# AFCチャンピオンズリーグ2009
AFCチャンピオンズリーグ2009（AFC Champions League 2009）は、2002 - 2003年に第1回大会が行われて以来、7回目のAFCチャンピオンズリーグである（前身も含めれば28回目）。

## 概要・今大会からの変更点
今大会から参加チームが32チームに増加する。また、出場枠の割り振りも大きく変更されている。AFCによるリーグ運営の点での評価を元に、同一リーグから最大で4クラブ（日本、韓国、中国、サウジアラビア、イラン）が出場する一方、リーグ運営において問題点が多いと指摘されたリーグの出場枠が1〜2枠から0.25枠へと大きく削減されているほか、出場枠がなくなったリーグもある。また、前回優勝チームの出場枠は廃止されている。
グループステージは、各4チーム、A〜H組の8組に分かれる。西アジアはA〜D組、東アジアはE〜H組と東西に分かれてのグループ分けとなり、上位2チームがノックアウトステージに進出。
ノックアウトステージは、ラウンド16はグループステージ1位チームのホームでの一発勝負。ここまでが東西に分かれての試合となる。準々決勝・準決勝は改めて東西の区分けをなくした抽選で組み合わせを決めた上で、ホーム・アンド・アウェー方式で行われる。決勝戦は中立地（今大会は日本の国立競技場）での一発勝負となる。
優勝チームには2009年12月にアラブ首長国連邦（UAE）で開催されるFIFAクラブワールドカップ2009の出場権が与えられる。

## 備考
2009年5月4日、アル・シャールジャがUAEリーグでの降格を回避するために、ACLの残り2試合を棄権することが決定。
これにより、アル・シャールジャがこれまで行った4試合の結果は取り消され、グループBの順位を決定する際にアル・シャールジャとの試合結果は考慮されない。
アル・シャールジャはこの棄権によって、41万3000ドルの罰金と2010年シーズンのACL出場停止処分が科された。

## 出場枠
AFCは2009年と2010年のシーズンの参加基準を承認した。
| 各国協会の評価 | 各国協会の評価             |
| -------------- | -------------------------- |
|                | 出場枠あり                 |
|                | 基準を満たさず、出場枠無し |

| 順位 | 協会                          | ポイント    | 出場枠          | 出場枠     |
| 順位 | 協会                          | ポイント    | グループ リーグ | プレーオフ |
| ---- | ----------------------------- | ----------- | --------------- | ---------- |
| 4    | サウジアラビア                | 365         | 4               | 0          |
| 5    | アラブ首長国連邦              | 356         | 3               | 1          |
| 7    | イラン                        | 340         | 4               | 0          |
| 9    | ウズベキスタン                | 289         | 2               | 0          |
| 10   | カタール                      | 270         | 2               | 0          |
| 13   | インド                        | 202         | 0               | 1          |
|      | AFCカップ2008優勝・準優勝[AC] |             | 0               | 0          |
| 合計 | 参加協会：6                   | 参加協会：6 | 15              | 2          |
| 合計 | 参加協会：6                   | 参加協会：6 | 17              |            |

| 順位 | 協会           | ポイント    | 出場枠          | 出場枠     |
| 順位 | 協会           | ポイント    | グループ リーグ | プレーオフ |
| ---- | -------------- | ----------- | --------------- | ---------- |
| 1    | 日本           | 470         | 4               | 0          |
| 2    | 韓国           | 441         | 4               | 0          |
| 3    | 中華人民共和国 | 431         | 4               | 0          |
| 6    | オーストラリア | 343         | 2               | 0          |
| 8    | インドネシア   | 296         | 1               | 1          |
| 11   | シンガポール   | 279         | 0               | 1          |
| 12   | タイ           | 221         | 0               | 1          |
| 14   | ベトナム[VIE]  | 191         | 0               | 0          |
| 合計 | 参加協会：7    | 参加協会：7 | 15              | 3          |
| 合計 | 参加協会：7    | 参加協会：7 | 18              |            |

出場枠についての注釈
1. ^ AFCカップ: 2008AFCカップ優勝/準優勝のムハッラクとサファーはそれぞれの所属協会のバーレーンとレバノンがACLの基準を満たしていないため参加できなかった。
2. ^ ベトナム(VIE): 2008Vリーグ優勝のビンズオンはプレーオフの資格があったが、リーグがACLの基準を満たしていないため参加できなかった。

## 参加クラブ
| 西アジア (グループA-D)         | 西アジア (グループA-D)                                               | 西アジア (グループA-D) |
| チーム                         | 出場資格                                                             | 出場回数 (前回出場)    |
| ------------------------------ | -------------------------------------------------------------------- | ---------------------- |
| アル・ヒラル                   | 2007-08 サウジ・プレミアリーグ 優勝                                  | 5回目(2007)            |
| アル・シャバブ                 | 2008 サウジ国王杯 優勝 2007-08 サウジ・プレミアリーグ 3位            | 4回目(2007)            |
| アル・イテハド                 | 2007-08 サウジ・プレミアリーグ 2位                                   | 5回目(2008)            |
| アル・イティファク             | 2007-08 サウジ・プレミアリーグ 4位                                   | 1回目(初)              |
| アル・シャバーブ               | 2007-08 UAEフットボールリーグ 優勝                                   | 1回目(初)              |
| アル・アハリ                   | 2007-08 UAEプレジデントカップ 優勝 2007-08 UAEフットボールリーグ 3位 | 3回目(2005)            |
| アル・ジャジーラ               | 2007-08 UAEフットボールリーグ 2位                                    | 1回目(初)              |
| ペルセポリス                   | 2007-08 ペルシアン・ガルフ・カップ 優勝                              | 2回目(2002-03)         |
| エステグラル                   | 2007-08 ハズフィ・カップ 優勝                                        | 2回目(2002-03)         |
| セパハン                       | 2007-08 ペルシアン・ガルフ・カップ 2位                               | 5回目(2008)            |
| サバー・ゴム                   | 2007-08 ペルシアン・ガルフ・カップ 3位                               | 2回目(2006)            |
| ブニョドコル                   | 2008 ウズベキスタンリーグ 優勝 2008 ウズベキスタン・カップ 優勝      | 2回目(2008)            |
| パフタコール                   | 2008 ウズベキスタンリーグ 2位                                        | 7回目(2008)            |
| アル・ガラファ                 | 2007-08 カタール・スターズリーグ 優勝                                | 4回目(2008)            |
| ウム・サラル                   | 2007-08 カタール・アミールカップ 優勝                                | 1回目(初)              |
| プレーオフ出場チーム: 西アジア |                                                                      |                        |
| アル・シャールジャ             | 2007-08 UAEフットボールリーグ 4位                                    | 2回目(2004)            |
| デンポ                         | 2007-08 Iリーグ 優勝                                                 | 1回目(初)              |

| 東アジア (グループE-H)                           | 東アジア (グループE-H)                                                        | 東アジア (グループE-H) |
| チーム                                           | 出場資格                                                                      | 出場回数 (前回出場)    |
| ------------------------------------------------ | ----------------------------------------------------------------------------- | ---------------------- |
| 鹿島アントラーズ                                 | 2008 Jリーグ 優勝                                                             | 3回目(2008)            |
| ガンバ大阪                                       | 2008 天皇杯 優勝                                                              | 3回目(2008)            |
| 川崎フロンターレ                                 | 2008 Jリーグ 2位                                                              | 2回目(2007)            |
| 名古屋グランパス                                 | 2008 Jリーグ 3位                                                              | 1回目(初)              |
| 水原三星ブルーウィングス                         | 2008 Kリーグ 優勝                                                             | 2回目(2005)            |
| 浦項スティーラース                               | 2008 韓国FAカップ 優勝                                                        | 2回目(2008)            |
| FCソウル                                         | 2008 Kリーグ 2位                                                              | 1回目(初)              |
| 蔚山現代                                         | 2008 Kリーグ 3位                                                              | 2回目(2006)            |
| 山東魯能                                         | 2008 中国超級 優勝                                                            | 3回目(2007)            |
| 上海申花                                         | 2008 中国超級 2位                                                             | 5回目(2007)            |
| 北京国安                                         | 2008 中国超級 3位                                                             | 2回目(2008)            |
| 天津泰達                                         | 2008 中国超級 4位                                                             | 1回目(初)              |
| セントラルコースト・マリナーズ                   | 2007-08 Aリーグレギュラーシーズン優勝                                         | 1回目(初)              |
| ニューカッスル・ジェッツ                         | 2007-08 Aリーグ ファイナルシリーズ優勝                                        | 1回目(初)              |
| スリウィジャヤ                                   | 2007-08 リーガ・インドネシア・プレミア 優勝 2007-08 ピアラ・インドネシア 優勝 | 1回目(初)              |
| プレーオフ出場チーム: 東アジア                   |                                                                               |                        |
| PSMSメダン                                       | 2007-08 リーガ・インドネシア・プレミア 2位                                    | 1回目(初)              |
| アームド・フォーシズ                             | 2008 Sリーグ 優勝                                                             | 1回目(初)              |
| プロヴィンシャル・エレクトリシティ・オーソリティ | 2008 タイ・プレミアリーグ 優勝                                                | 1回目(初)              |

## プレーオフ

### 東アジア
準決勝
| 2009年2月18日 18:00 UTC+7 |

| プロヴィンシャル・ エレクトリシティ・オーソリティ | 1 - 4    | アームド・フォーシズ                                           |
| アピプー 6分                                      | レポート | 新井健二 29分 · テルドサク 97分 (PK), 116分 · ムスタキム 101分 |

| ラジャマンガラ・スタジアム、バンコク 観客数: 2,500 主審: 金東真 |

決勝
| 2009年2月25日 19:30 UTC+8 |

| アームド・フォーシズ            | 2 - 1    | PSMSメダン    |
| テルドサク 36分 · ラティフ 99分 | レポート | コスタス 51分 |

| ジャラン・ベサール・スタジアム、シンガポール 観客数: 2,462 主審: スブヒディン・モハマド・サレー |

### 西アジア
決勝
| 2009年2月25日 19:00 UTC+4 |

| アル・シャールジャ                              | 3 - 0    | デンポ |
| アンデウソン 11分 · ジェアン 34分 · ハタブ 55分 | レポート |        |

| シャールジャ・スタジアム、シャールジャ 観客数: 720 主審: マスード・モラディ |

## グループステージ
グループステージの順位決定方法
- 複数チームが勝ち点で並んだ場合、順位は以下の基準で決定する。

1. 当該チーム間の勝ち点
2. 当該チーム間の得失点差
3. 当該チーム間の総得点
4. グループステージでの得失点差
5. グループステージでの総得点
6. 当該チームが2チームのみで、なおかつ最終節がその2チーム間の試合であれば、その場でPK戦
7. グループステージでの警告・退場数
8. くじによる抽選

### 西アジア

#### グループA
| チーム       | 勝点 | 試合 | 勝利 | 引分 | 敗戦 | 得点 | 失点 | 差 |
| ------------ | ---- | ---- | ---- | ---- | ---- | ---- | ---- | -- |
| アル・ヒラル | 14   | 6    | 4    | 2    | 0    | 10   | 4    | +6 |
| パフタコール | 13   | 6    | 4    | 1    | 1    | 9    | 5    | +4 |
| サバー・ゴム | 5    | 6    | 1    | 2    | 3    | 7    | 9    | -2 |
| アル・アハリ | 1    | 6    | 0    | 1    | 5    | 6    | 14   | -8 |

| 2009年3月10日 19:15 UTC+5 |

| アル・アハリ      | 1 - 2    | パフタコール                           |
| アブド・ラボ 89分 | レポート | アフメドフ 25分 (PK) · Z.タジエフ 67分 |

| アール・ラーシド・スタジアム、ドバイ 観客数: 2,551 主審: アブドゥッラー・アル・ヒラリ |

| 2009年3月11日 18:40 UTC+3 |

| アル・ヒラル    | 1 - 1    | サバー・ゴム    |
| ハウサウィ 33分 | レポート | ファルザネ 14分 |

| キング・ファハド国際スタジアム、リヤド 観客数: 19,000 主審: スブヒディン・モハマド・サレー |

| 2009年3月17日 15:00 UTC+3:30 |

| サバー・ゴム | 0 - 0    | アル・アハリ |
|              | レポート |              |

| ヤデガレ・エマーム・スタジアム、ゴム 観客数: 9,000 主審: 東城穣 |

| 2009年3月17日 17:00 UTC+5 |

| パフタコール    | 1 - 1    | アル・ヒラル     |
| Z.タジエフ 57分 | レポート | ラドイ 55分 (PK) |

| パフタコール・スタジアム、タシュケント 観客数: 10,000 主審: 孫葆潔 |

| 2009年4月7日 16:00 UTC+4:30 |

| サバー・ゴム | 0 - 2    | パフタコール                      |
|              | レポート | Z.タジエフ 64分 · F.タジエフ 56分 |

| ヤデガレ・エマーム・スタジアム、ゴム 観客数: 3,645 主審: アブドゥルラフマン・アブドゥ |

| 2009年4月7日 20:35 UTC+3 |

| アル・ヒラル                             | 2 - 1    | アル・アハリ |
| アル＝カフタニ 32分 · ラドイ 90+3分 (PK) | レポート | カリル 12分  |

| キング・ファハド国際スタジアム、リヤド 観客数: 11,000 主審: ムフセン・バスマ |

| 2009年4月22日 17:30 UTC+5 |

| パフタコール                               | 2 - 1    | サバー・ゴム |
| アフメドフ 36分 (PK) · アンドレーエフ 49分 | レポート | ヌリ 5分     |

| パフタコール・スタジアム、タシュケント 観客数: 17,000 主審: ピーター・グリーン |

| 2009年4月22日 19:35 UTC+4 |

| アル・アハリ     | 1 - 3    | アル・ヒラル                                          |
| アブド・ラボ 3分 | レポート | エル・タイブ 32分 · ラドイ 53分 · アル＝カフタニ 64分 |

| アール・ラーシド・スタジアム、ドバイ 観客数: 4,500 主審: 當麻政明 |

| 2009年5月6日 16:30 UTC+4:30 |

| サバー・ゴム | 0 - 1    | アル・ヒラル      |
|              | レポート | エル・タイブ 42分 |

| ヤデガレ・エマーム・スタジアム、ゴム 観客数: 900 主審: 譚海 |

| 2009年5月6日 18:30 UTC+5 |

| パフタコール                      | 2 - 0    | アル・アハリ |
| Z.タジエフ 38分 · ゲインリフ 58分 | レポート |              |

| パフタコール・スタジアム、タシュケント 観客数: 12,000 主審: マリク・アブドゥル・バシール |

| 2009年5月20日 19:50 UTC+4 |

| アル・アハリ                                                    | 3 - 5    | サバー・ゴム                                                                    |
| ハミス 31分 (PK) · アル・ハワシン 45分 (PK) · メイダブディ 66分 | レポート | ファズリ 68分 · シャフィイー 74分 · ヌリ 75分 · ユセフィ 82分 · ハムラング 87分 |

| アール・ラーシド・スタジアム、ドバイ 観客数: 326 主審: アブドゥルラフマン・アブドゥ |

| 2009年5月20日 20:50 UTC+3 |

| アル・ヒラル                                | 2 - 0    | パフタコール |
| アル＝アンバル 37分 · アッ＝スワイリフ 64分 | レポート |              |

| キング・ファハド国際スタジアム、リヤド 観客数: 11,251 主審: 金東真 |

#### グループB
| チーム             | 勝点 | 試合 | 勝利 | 引分 | 敗戦 | 得点 | 失点 | 差 |
| ------------------ | ---- | ---- | ---- | ---- | ---- | ---- | ---- | -- |
| ペルセポリス       | 7    | 4    | 2    | 1    | 1    | 5    | 6    | -1 |
| アル・シャバブ     | 7    | 4    | 2    | 1    | 1    | 4    | 2    | +2 |
| アル・ガラファ     | 3    | 4    | 1    | 0    | 3    | 7    | 8    | -1 |
| アル・シャールジャ | *    | *    | *    | *    | *    | *    | *    | *  |

アル・シャールジャは第4戦終了後に今大会を棄権したため、アル・シャールジャとの対戦を無効とした順位（備考を参照）。
| 2009年3月10日 15:00 UTC+3:30 |

| ペルセポリス                                | 3 - 1    | アル・シャールジャ      |
| カリミ 28分 · ニクバクト 31分 · ノルジ 34分 | レポート | アブドゥルワハーブ 55分 |

| アザディ・スタジアム、テヘラン 観客数: 55,000 主審: ヴァレンティン・コヴァレンコ |

| 2009年3月10日 18:15 UTC+3 |

| アル・ガラファ    | 1 - 3    | アル・シャバブ                                                     |
| アラウージョ 40分 | レポート | マルセロ・カマーチョ 5分 · ビン・サラン 23分 · アルシャムラニ 44分 |

| アル・ガラファスタジアム、ドーハ 観客数: 500 主審: ラフシャン・イルマトフ |

| 2009年3月17日 19:15 UTC+4 |

| アル・シャールジャ | 0 - 2    | アル・ガラファ                  |
|                    | レポート | カミル 16分 · アラウージョ 53分 |

| シャールジャ・スタジアム、シャールジャ 観客数: 2,000 主審: 高山啓義 |

| 2009年3月17日 20:30 UTC+3 |

| アル・シャバブ | 0 - 0    | ペルセポリス |
|                | レポート |              |

| キング・ファハド国際スタジアム、リヤド 観客数: 9,000 主審: チェ・ミョンヨン |

| 2009年4月8日 16:00 UTC+4:30 |

| ペルセポリス                                         | 3 - 1    | アル・ガラファ      |
| ザーレ 36分 (PK) · トゥーレ 45+1分 · ニクバクト 47分 | レポート | フェルナンドン 69分 |

| アザディ・スタジアム、テヘラン 観客数: 53,204 主審: マシュー・ブリーズ |

| 2009年4月8日 19:20 UTC+4 |

| アル・シャールジャ | 1 - 3    | アル・シャバブ                                                       |
| アンデウソン 12分  | レポート | アルシャムラニ 21分 (PK) · オタイフ 42分 · マルセロ・カマーチョ 49分 |

| シャールジャ・スタジアム、シャールジャ 観客数: 1,000 主審: 譚海 |

| 2009年4月21日 18:30 UTC+3 |

| アル・ガラファ                                                       | 5 - 1    | ペルセポリス |
| フェルナンドン 8分 · アラウージョ 43分, 45+1分, 81分 · アクラム 69分 | レポート | カリミ 76分  |

| アル・ガラファスタジアム、ドーハ 観客数: 1,000 主審: 西村雄一 |

| 2009年4月21日 20:40 UTC+3 |

| アル・シャバブ                                                 | 5 - 0    | アル・シャールジャ |
| ビン・サラン 15分, 64分 · アルシャムラニ 42分 (PK), 47分, 58分 | レポート |                    |

| キング・ファハド国際スタジアム、リヤド 観客数: 2,950 主審: 金東真 |

| 2009年5月6日 19:30 UTC+4 |

| アル・シャールジャ | 中 止 | ペルセポリス |
|                    |       |              |

| シャールジャ・スタジアム、シャールジャ |

| 2009年5月6日 20:45 UTC+3 |

| アル・シャバブ             | 1 - 0    | アル・ガラファ |
| アルシャムラニ 90+2分 (PK) | レポート |                |

| キング・ファハド国際スタジアム、リヤド 観客数: 5,000 主審: 孫葆潔 |

| 2009年5月20日 17:00 UTC+4:30 |

| ペルセポリス | 1 - 0    | アル・シャバブ |
| ハリリ 46分  | レポート |                |

| アザディ・スタジアム、テヘラン 観客数: 31,321 主審: 東城穣 |

| 2009年5月20日 18:45 UTC+3 |

| アル・ガラファ | 中 止 | アル・シャールジャ |
|                |       |                    |

| アル・ガラファスタジアム、ドーハ |

#### グループC
| チーム           | 勝点 | 試合 | 勝利 | 引分 | 敗戦 | 得点 | 失点 | 差  |
| ---------------- | ---- | ---- | ---- | ---- | ---- | ---- | ---- | --- |
| アル・イテハド   | 12   | 6    | 3    | 3    | 0    | 14   | 4    | +10 |
| ウム・サラル     | 8    | 6    | 2    | 2    | 2    | 6    | 13   | -7  |
| アル・ジャジーラ | 5    | 6    | 0    | 5    | 1    | 6    | 7    | -1  |
| エステグラル     | 4    | 6    | 0    | 4    | 2    | 6    | 8    | -2  |

| 2009年3月11日 17:30 UTC+4 |

| アル・ジャジーラ | 0 - 1    | ウム・サラル    |
|                  | レポート | フバイル 90+2分 |

| ムハンマド・ビン・ザーイド・スタジアム、アブダビ 観客数: 6,920 主審: 西村雄一 |

| 2009年3月11日 20:30 UTC+3 |

| アル・イテハド                        | 2 - 1    | エステグラル  |
| メタエブ 87分 · アブシェルアン 90+3分 | レポート | ボルハニ 77分 |

| プリンス・アブドゥッラー・アル・ファイサル・スタジアム、ジッダ 観客数: 19,000 主審: 當麻政明 |

| 2009年3月18日 15:00 UTC+3:30 |

| エステグラル  | 1 - 1    | アル・ジャジーラ              |
| カゼミ 45+4分 | レポート | フェルナンド・バイアーノ 10分 |

| アザディ・スタジアム、テヘラン 観客数: 40,000 主審: ラフシャン・イルマトフ |

| 2009年3月18日 18:45 UTC+3 |

| ウム・サラル      | 1 - 3    | アル・イテハド                                              |
| エンディアエ 29分 | レポート | アル＝モンタシャリ 42分 · レナト 56分 · アブシェルアン 61分 |

| カタールSCスタジアム、ドーハ 観客数: 2,000 主審: 譚海 |

| 2009年4月7日 19:00 UTC+4 |

| アル・ジャジーラ | 0 - 0    | アル・イテハド |
|                  | レポート |                |

| ムハンマド・ビン・ザーイド・スタジアム、アブダビ 観客数: 11,830 主審: ベンジャミン・ウィリアムス |

| 2009年4月7日 19:00 UTC+3 |

| ウム・サラル            | 1 - 0    | エステグラル |
| ファビオ・セザール 67分 | レポート |              |

| カタールSCスタジアム、ドーハ 観客数: 2,000 主審: マリク・アブドゥル・バシール |

| 2009年4月22日 16:00 UTC+4:30 |

| エステグラル  | 1 - 1    | ウム・サラル |
| ボルハニ 45分 | レポート | ガネム 70分  |

| アザディ・スタジアム、テヘラン 観客数: 27,165 主審: アブドゥッラー・アル・ヒラリ |

| 2009年4月22日 20:40 UTC+3 |

| アル・イテハド        | 1 - 1    | アル・ジャジーラ              |
| アル＝ムワッラド 40分 | レポート | フェルナンド・バイアーノ 71分 |

| プリンス・アブドゥッラー・アル・ファイサル・スタジアム、ジッダ 観客数: 23,000 主審: スブヒディン・モハマド・サレー |

| 2009年5月5日 17:00 UTC+4:30 |

| エステグラル  | 1 - 1    | アル・イテハド      |
| アリザデ 89分 | レポート | アブシェルアン 80分 |

| アザディ・スタジアム、テヘラン 観客数: 15,855 主審: ムフセン・バスマ |

| 2009年5月5日 19:00 UTC+3 |

| ウム・サラル        | 2 - 2    | アル・ジャジーラ                            |
| フバイル 54分, 65分 | レポート | ハテル 22分 · フェルナンド・バイアーノ 29分 |

| カタールSCスタジアム、ドーハ 観客数: 2,000 主審: 金東真 |

| 2009年5月19日 20:30 UTC+4 |

| アル・ジャジーラ              | 2 - 2    | エステグラル                  |
| マブフート 49分 · サード 70分 | レポート | アリザデ 79分 · シャクリ 84分 |

| ムハンマド・ビン・ザーイド・スタジアム、アブダビ 観客数: 1,600 主審: 孫葆潔 |

| 2009年5月19日 20:50 UTC+3 |

| アル・イテハド                                                                       | 7 - 0    | ウム・サラル |
| レナト 8分, 85分 · ハザジ 17分, 25分, 52分 · アル＝サクリ 56分 · アル＝メシャル 77分 | レポート |              |

| プリンス・アブドゥッラー・アル・ファイサル・スタジアム、ジッダ 観客数: 7,594 主審: ラフシャン・イルマトフ |

#### グループD
| チーム             | 勝点 | 試合 | 勝利 | 引分 | 敗戦 | 得点 | 失点 | 差 |
| ------------------ | ---- | ---- | ---- | ---- | ---- | ---- | ---- | -- |
| アル・イティファク | 12   | 6    | 4    | 0    | 2    | 15   | 8    | +7 |
| ブニョドコル       | 8    | 6    | 2    | 2    | 2    | 5    | 9    | -4 |
| セパハン           | 7    | 6    | 2    | 1    | 3    | 9    | 7    | +2 |
| アル・シャバーブ   | 7    | 6    | 2    | 1    | 3    | 6    | 11   | -5 |

| 2009年3月11日 15:30 UTC+3:30 |

| セパハン                         | 2 - 0    | アル・シャバーブ |
| ジャファルプール 2分 · サ 90+3分 | レポート |                  |

| フーラッドシャフル・スタジアム、エスファハーン 観客数: 15,000 主審: マリク・アブドゥル・バシール |

| 2009年3月11日 17:00 UTC+5 |

| ブニョドコル        | 2 - 1    | アル・イティファク |
| サリエフ 27分, 48分 | レポート | バシル 68分        |

| JARスタジアム、タシュケント 観客数: 9,120 主審: ピーター・グリーン |

| 2009年3月18日 20:00 UTC+3 |

| アル・イティファク                      | 2 - 1    | セパハン        |
| アル・カフタニ 64分 · アル＝ハメド 86分 | レポート | ハティビ 45+2分 |

| プリンス・モハメド・ビン・ファハド・スタジアム、ダンマーム 観客数: 7,000 主審: 金東真 |

| 2009年3月18日 20:30 UTC+4 |

| アル・シャバーブ           | 2 - 0    | ブニョドコル |
| オバイド 3分 · ムグニ 39分 | レポート |              |

| アール・マクトゥーム・スタジアム、ドバイ 観客数: 4,500 主審: ムフセン・バスマ |

| 2009年4月8日 18:00 UTC+5 |

| ブニョドコル                          | 2 - 2    | セパハン                                |
| サラーモフ 27分 · アシュルマトフ 74分 | レポート | アギリー 45+2分 · エマド・モハメド 60分 |

| JARスタジアム、タシュケント 観客数: 9,000 主審: 東城穣 |

| 2009年4月8日 20:00 UTC+3 |

| アル・イティファク                   | 4 - 1    | アル・シャバーブ      |
| タゴエ 7分, 82分 · バシル 16分, 67分 | レポート | アブドゥッラー 45+3分 |

| プリンス・モハメド・ビン・ファハド・スタジアム、ダンマーム 観客数: 12,000 主審: 當麻政明 |

| 2009年4月21日 16:00 UTC+4:30 |

| セパハン | 0 - 1    | ブニョドコル  |
|          | レポート | カパーゼ 19分 |

| フーラッドシャフル・スタジアム、エスファハーン 観客数: 10,000 主審: 孫葆潔 |

| 2009年4月21日 19:30 UTC+4 |

| アル・シャバーブ               | 1 - 4    | アル・イティファク                              |
| マルコス・アスンソン 15分 (PK) | レポート | タゴエ 30分, 54分, 84分 · アル・カフタニ 90+4分 |

| アール・マクトゥーム・スタジアム、ドバイ 観客数: 1,500 主審: モハマド・ダルマン |

| 2009年5月5日 20:00 UTC+3 |

| アル・イティファク                                  | 4 - 0    | ブニョドコル |
| タゴエ 16分, 38分 · バシル 48分 · アル＝ラジャ 81分 | レポート |              |

| プリンス・モハメド・ビン・ファハド・スタジアム、ダンマーム 観客数: 8,000 主審: ベンジャミン・ウィリアムス |

| 2009年5月5日 20:30 UTC+4 |

| アル・シャバーブ         | 2 - 1    | セパハン              |
| ムグニ 1分 · サード 51分 | レポート | エマド・モハメド 70分 |

| アール・マクトゥーム・スタジアム、ドバイ 観客数: 720 主審: マシュー・ブリーズ |

| 2009年5月19日 17:00 UTC+4:30 |

| セパハン                                   | 3 - 0    | アル・イティファク |
| パピ 2分 · アスガリ 52分 · アジズザデ 81分 | レポート |                    |

| フーラッドシャフル・スタジアム、エスファハーン 観客数: 400 主審: 西村雄一 |

| 2009年5月19日 19:00 UTC+5 |

| ブニョドコル | 0 - 0    | アル・シャバーブ |
|              | レポート |                  |

| JARスタジアム、タシュケント 観客数: 8,500 主審: アブドゥッラー・アル・ヒラリ |

### 東アジア

#### グループE
| チーム                   | 勝点 | 試合 | 勝利 | 引分 | 敗戦 | 得点 | 失点 | 差 |
| ------------------------ | ---- | ---- | ---- | ---- | ---- | ---- | ---- | -- |
| 名古屋グランパス         | 12   | 6    | 3    | 3    | 0    | 10   | 4    | +6 |
| ニューカッスル・ジェッツ | 10   | 6    | 3    | 1    | 2    | 6    | 5    | +1 |
| 蔚山現代                 | 6    | 6    | 2    | 0    | 4    | 4    | 10   | -6 |
| 北京国安                 | 5    | 6    | 1    | 2    | 3    | 4    | 5    | -1 |

| 2009年3月10日 19:30 UTC+9 |

| 蔚山現代    | 1 - 3    | 名古屋グランパス                            |
| 趙珍洙 25分 | レポート | 吉田麻也 54分 · ダヴィ 77分 · マギヌン 87分 |

| 蔚山文殊サッカー競技場、蔚山 観客数: 3,156 主審: チャイヤ・マハパブ |

| 2009年3月10日 20:00UTC+8 |

| 北京国安                          | 2 - 0    | ニューカッスル・ジェッツ |
| R・グリフィス 7分 · 杜文輝 90+3分 | レポート |                          |

| 北京工人体育場、北京 観客数: 31,000 主審: ムフセン・バスマ |

| 2009年3月17日 19:00 UTC+9 |

| 名古屋グランパス | 0 - 0    | 北京国安 |
|                  | レポート |          |

| 瑞穂陸上競技場、名古屋 観客数: 7,374 主審: シャムスザマン・タイェブ・ハサン |

| 2009年3月17日 20:00 UTC+10 |

| ニューカッスル・ジェッツ | 2 - 0    | 蔚山現代 |
| ペトロスキー 15分, 43分  | レポート |          |

| ニューカッスル・スタジアム、ニューカッスル 観客数: 7,314 主審: マスード・モラディ |

| 2009年4月7日 19:00 UTC+9 |

| 蔚山現代    | 1 - 0    | 北京国安 |
| 呉章銀 69分 | レポート |          |

| 蔚山文殊サッカー競技場、蔚山 観客数: 1,389 主審: ファリード・アル・モルゾキ |

| 2009年4月7日 19:00 UTC+9 |

| 名古屋グランパス | 1 - 1    | ニューカッスル・ジェッツ |
| 玉田圭司 65分    | レポート | エルリッチ 9分           |

| 瑞穂陸上競技場、名古屋 観客数: 7,198 主審: カリル・アル・ガムディ |

| 2009年4月22日 20:00 UTC+8 |

| 北京国安 | 0 - 1    | 蔚山現代    |
|          | レポート | 呉章銀 72分 |

| 北京工人体育場、北京 観客数: 32,465 主審: カリル・アル・ガムディ |

| 2009年4月22日 20:00 UTC+10 |

| ニューカッスル・ジェッツ | 0 - 1    | 名古屋グランパス |
|                          | レポート | 小川佳純 56分    |

| ニューカッスル・スタジアム、ニューカッスル 観客数: 8,492 主審: アリ・アル・バドワウィ |

| 2009年5月6日 15:00 UTC+9 |

| 名古屋グランパス                               | 4 - 1    | 蔚山現代    |
| 小川佳純 14分 72分 · 巻佑樹 23分 · ダヴィ 59分 | レポート | 金信煜 42分 |

| 瑞穂陸上競技場、名古屋 観客数: 9,049 主審: スブヒディン・モハマド・サレー |

| 2009年5月6日 20:00 UTC+10 |

| ニューカッスル・ジェッツ            | 2 - 1    | 北京国安           |
| ペトロスキー 88分 · ルーニー 90+4分 | レポート | R・グリフィス 69分 |

| ニューカッスル・スタジアム、ニューカッスル 観客数: 6,106 主審: アブドゥルラフマン・アブドゥ |

| 2009年5月20日 19:00 UTC+8 |

| 北京国安  | 1 - 1    | 名古屋グランパス |
| 郭輝 81分 | レポート | 新川織部 35分    |

| 北京工人体育場、北京 観客数: 14,080 主審: モフセン・トーキー |

| 2009年5月20日 19:30 UTC+9 |

| 蔚山現代 | 0 - 1    | ニューカッスル・ジェッツ |
|          | レポート | ホフマン 36分            |

| 蔚山文殊サッカー競技場、蔚山 観客数: 3,352 主審: マリク・アブドゥル・バシール |

#### グループF
| チーム         | 勝点 | 試合 | 勝利 | 引分 | 敗戦 | 得点 | 失点 | 差  |
| -------------- | ---- | ---- | ---- | ---- | ---- | ---- | ---- | --- |
| ガンバ大阪     | 15   | 6    | 5    | 0    | 1    | 17   | 4    | +13 |
| FCソウル       | 10   | 6    | 3    | 1    | 2    | 14   | 11   | +3  |
| 山東魯能       | 7    | 6    | 2    | 1    | 3    | 10   | 9    | +1  |
| スリウィジャヤ | 3    | 6    | 1    | 0    | 5    | 7    | 24   | -17 |

| 2009年3月10日 19:00 UTC+7 |

| スリウィジャヤ      | 2 - 4    | FCソウル                                      |
| エンゴン 70分, 74分 | レポート | 鄭助國 32分 · 金致佑 57分, 68分 · 金承龍 78分 |

| ジャカ・バリン・スタジアム、パレンバン 観客数: 20,000 主審: ファリード・アル・モルゾキ |

| 2009年3月10日 19:00 UTC+9 |

| ガンバ大阪                                             | 3 - 0    | 山東魯能 |
| レアンドロ 20分 · 遠藤保仁 72分 (PK) · 佐々木勇人 79分 | レポート |          |

| 万博記念競技場、吹田 観客数: 10,312 主審: モハメド・アル＝サイーディ |

| 2009年3月17日 15:30 UTC+8 |

| 山東魯能                                                    | 5 - 0    | スリウィジャヤ |
| 李金羽 16分, 26分 · 韓鵬 20分 · ムルダコヴィッチ 80分, 84分 | レポート |                |

| 山東省体育中心体育場、済南 観客数: 8,347 主審: ベンジャミン・ウィリアムス |

| 2009年3月17日 20:00 UTC+9 |

| FCソウル                    | 2 - 4    | ガンバ大阪                                  |
| 鄭助國 53分 · 李相浹 90+3分 | レポート | 山崎雅人 13分 · レアンドロ 61分, 74分, 83分 |

| ソウルワールドカップ競技場、ソウル 観客数: 11,197 主審: ヴァレンティン・コヴァレンコ |

| 2009年4月8日 15:30 UTC+8 |

| 山東魯能              | 2 - 0    | FCソウル |
| 呂征 54分 · 韓鵬 72分 | レポート |          |

| 山東省体育中心体育場、済南 観客数: 13,586 主審: モフセン・トーキー |

| 2009年4月8日 19:00 UTC+9 |

| ガンバ大阪                                                                   | 5 - 0    | スリウィジャヤ |
| レアンドロ 40分, 44分 · アンブリザル 49分 (OG) · 山口智 51分 · 安田理大 67分 | レポート |                |

| 万博記念競技場、吹田 観客数: 10,249 主審: マスード・モラディ |

| 2009年4月21日 19:00 UTC+7 |

| スリウィジャヤ | 0 - 3    | ガンバ大阪                                      |
|                | レポート | レアンドロ 30分 · 佐々木勇人 45分 · 曺宰溱 75分 |

| ジャカ・バリン・スタジアム、パレンバン 観客数: 9,000 主審: マリク・アブドゥル・バシール |

| 2009年4月21日 19:00 UTC+9 |

| FCソウル    | 1 - 1    | 山東魯能      |
| 朴容昊 24分 | レポート | シチェロ 79分 |

| ソウルワールドカップ競技場、ソウル 観客数: 5,471 主審: シャムスザマン・タイェブ・ハサン |

| 2009年5月5日 17:00 UTC+9 |

| FCソウル                                                | 5 - 1    | スリウィジャヤ |
| ダミヤノヴィッチ 17分, 72分, 90+2分 · 沈愚燃 75分, 79分 | レポート | ガンブス 62分  |

| ソウルワールドカップ競技場、ソウル 観客数: 15,295 主審: アリ・アル・バドワウィ |

| 2009年5月6日 19:30 UTC+8 |

| 山東魯能 | 0 - 1    | ガンバ大阪      |
|          | レポート | レアンドロ 59分 |

| 山東省体育中心体育場、済南 観客数: 20,132 主審: カリル・アル・ガムディ |

| 2009年5月20日 19:00 UTC+9 |

| ガンバ大阪      | 1 - 2    | FCソウル                              |
| 宇佐美貴史 64分 | レポート | ダミヤノヴィッチ 74分 · 金漢潤 90+1分 |

| 万博記念競技場、吹田 観客数: 6,861 主審: マシュー・ブリーズ |

| 2009年5月20日 20:00 UTC+7 |

| スリウィジャヤ                                      | 4 - 2    | 山東魯能              |
| ガンブス 53分 · クランガル 73分, 80分 · ナスハ 87分 | レポート | 韓鵬 42分 · 高迪 43分 |

| ジャカ・バリン・スタジアム、パレンバン 観客数: 5,300 主審: マスード・モラディ |

#### グループG
| チーム               | 勝点 | 試合 | 勝利 | 引分 | 敗戦 | 得点 | 失点 | 差  |
| -------------------- | ---- | ---- | ---- | ---- | ---- | ---- | ---- | --- |
| 鹿島アントラーズ     | 13   | 6    | 4    | 1    | 1    | 16   | 6    | +10 |
| 水原三星             | 12   | 6    | 4    | 0    | 2    | 12   | 8    | +4  |
| 上海申花             | 8    | 6    | 2    | 2    | 2    | 9    | 8    | +1  |
| アームド・フォーシズ | 1    | 6    | 0    | 1    | 5    | 4    | 19   | -15 |

| 2009年3月11日 20:00 UTC+9 |

| 水原三星                                                    | 4 - 1    | 鹿島アントラーズ      |
| 李瑋峰 44分 · エドゥー 45+1分 · 洪淳學 82分 · 朴玹範 90+1分 | レポート | マルキーニョス 90+2分 |

| 水原ワールドカップ競技場、水原 観客数: 14,126 主審: アリ・アル・バドワウィ |

| 2009年3月11日 20:00 UTC+8 |

| 上海申花                                             | 4 - 1    | アームド・フォーシズ |
| バルコス 25分 (PK), 90+4分 · 于涛 74分 · 殷錫福 85分 | レポート | ウィルキンソン 64分  |

| 上海虹口足球場、上海 観客数: 8,000 主審: マシュー・ブリーズ |

| 2009年3月18日 19:00 UTC+9 |

| 鹿島アントラーズ              | 2 - 0    | 上海申花 |
| 野沢拓也 45分 · 大迫勇也 80分 | レポート |          |

| カシマサッカースタジアム、鹿嶋 観客数: 6,375 主審: スブヒディン・モハマド・サレー |

| 2009年3月18日 19:30 UTC+8 |

| アームド・フォーシズ | 0 - 2    | 水原三星                 |
|                      | レポート | エドゥー 65分 (PK), 71分 |

| ジャラン・ベサール・スタジアム、シンガポール 観客数: 3,867 主審: カリル・アル・ガムディ |

| 2009年4月7日 19:30 UTC+8 |

| アームド・フォーシズ | 1 - 4    | 鹿島アントラーズ                                              |
| オスマン 26分        | レポート | 本山雅志 23分 · 内田篤人 43分 · 大迫勇也 47分 · 青木剛 90+3分 |

| ジャラン・ベサール・スタジアム、シンガポール 観客数: 4,406 主審: シャムスザマン・タイェブ・ハサン |

| 2009年4月7日 20:00 UTC+8 |

| 上海申花                        | 2 - 1    | 水原三星    |
| ヴァルカノフ 18分 · フレブ 76分 | レポート | 李瑋峰 65分 |

| 上海虹口足球場、上海 観客数: 20,000 主審: モハメド・アル＝サイーディ |

| 2009年4月22日 19:00 UTC+9 |

| 水原三星                  | 2 - 1    | 上海申花          |
| 李相湖 41分 · 裵起鐘 45分 | レポート | ヴァルカノフ 12分 |

| 水原ワールドカップ競技場、水原 観客数: 10,068 主審: モフセン・トーキー |

| 2009年4月22日 19:00 UTC+9 |

| 鹿島アントラーズ                                                      | 5 - 0    | アームド・フォーシズ |
| 野沢拓也 28分 · 興梠慎三 38分, 74分 · 小笠原満男 50分 · 大迫勇也 54分 | レポート |                      |

| カシマサッカースタジアム、鹿嶋 観客数: 6,027 主審: ラフシャン・イルマトフ |

| 2009年5月5日 15:00 UTC+9 |

| 鹿島アントラーズ                        | 3 - 0    | 水原三星 |
| 大岩剛 27分 · マルキーニョス 32分, 75分 | レポート |          |

| カシマサッカースタジアム、鹿嶋 観客数: 19,500 主審: アブドゥッラー・バリデー |

| 2009年5月5日 19:30 UTC+8 |

| アームド・フォーシズ | 1 - 1    | 上海申花        |
| ラティフ 29分        | レポート | バルコス 90+1分 |

| ジャラン・ベサール・スタジアム、シンガポール 観客数: 2,838 主審: ファリード・アル・モルゾキ |

| 2009年5月19日 19:30 UTC+9 |

| 水原三星                                        | 3 - 1    | アームド・フォーシズ |
| 裵起鐘 5分 · 李相湖 45+1分 · 徐東鉉 90+2分 (PK) | レポート | ドゥリッチ 42分      |

| 水原ワールドカップ競技場、水原 観客数: 9,148 主審: ヴァレンティン・コヴァレンコ |

| 2009年5月19日 20:00 UTC+8 |

| 上海申花     | 1 - 1    | 鹿島アントラーズ    |
| ミリガン 9分 | レポート | マルキーニョス 31分 |

| 上海虹口足球場、上海 観客数: 15,000 主審: カリル・アル・ガムディ |

#### グループH
| チーム                         | 勝点 | 試合 | 勝利 | 引分 | 敗戦 | 得点 | 失点 | 差 |
| ------------------------------ | ---- | ---- | ---- | ---- | ---- | ---- | ---- | -- |
| 浦項スティーラース             | 12   | 6    | 3    | 3    | 0    | 7    | 3    | +4 |
| 川崎フロンターレ               | 10   | 6    | 3    | 1    | 2    | 10   | 7    | +3 |
| 天津泰達                       | 8    | 6    | 2    | 2    | 2    | 6    | 5    | +1 |
| セントラルコースト・マリナーズ | 2    | 6    | 0    | 2    | 4    | 5    | 13   | -8 |

| 2009年3月11日 20:00 UTC+10 |

| セントラルコースト・ マリナーズ | 0 - 0    | 浦項スティーラース |
|                                 | レポート |                    |

| セントラルコースト・スタジアム、ゴスフォード 観客数: 6,870 主審: カリル・アル・ガムディ |

| 2009年3月11日 19:00 UTC+9 |

| 川崎フロンターレ  | 1 - 0    | 天津泰達 |
| レナチーニョ 16分 | レポート |          |

| 等々力陸上競技場、川崎 観客数: 12,125 主審: モフセン・トーキー |

| 2009年3月18日 19:30 UTC+9 |

| 浦項スティーラース | 1 - 1    | 川崎フロンターレ |
| 金在成 12分        | レポート | 寺田周平 24分    |

| 浦項スティールヤード、浦項 観客数: 7,335 主審: アブドゥッラー・アル・ヒラリ |

| 2009年3月18日 20:00 UTC+8 |

| 天津泰達                  | 2 - 2    | セントラルコースト・ マリナーズ |
| エベル 37分 · 呉偉安 66分 | レポート | カセレス 48分 · サイモン 61分   |

| 泰達足球場、天津 観客数: 27,005 主審: マリク・アブドゥル・バシール |

| 2009年4月8日 20:00 UTC+10 |

| セントラルコースト・ マリナーズ | 0 - 5    | 川崎フロンターレ                                                                   |
|                                 | レポート | 鄭大世 8分 · 谷口博之 22分 · ジュニーニョ 37分 · 中村憲剛 49分 · レナチーニョ 70分 |

| セントラルコースト・スタジアム、ゴスフォード 観客数: 9,419 主審: ラフシャン・イルマトフ |

| 2009年4月8日 19:00 UTC+9 |

| 浦項スティーラース | 1 - 0    | 天津泰達 |
| 黄辰成 67分        | レポート |          |

| 浦項スティールヤード、浦項 観客数: 7,034 主審: ヴァレンティン・コヴァレンコ |

| 2009年4月21日 19:00 UTC+9 |

| 川崎フロンターレ                      | 2 - 1    | セントラルコースト・ マリナーズ |
| ジュニーニョ 46分 · レナチーニョ 81分 | レポート | サイモン 59分                   |

| 等々力陸上競技場、川崎 観客数: 8,419 主審: ファリード・アル・モルゾキ |

| 2009年4月21日 20:00 UTC+8 |

| 天津泰達 | 0 - 0    | 浦項スティーラース |
|          | レポート |                    |

| 泰達足球場、天津 観客数: 19,831 主審: モハメド・アル＝サイーディ |

| 2009年5月5日 13:00 UTC+9 |

| 浦項スティーラース         | 3 - 2    | セントラルコースト・ マリナーズ |
| デニウソン 8分, 71分, 88分 | レポート | クワスニーク 54分, 57分         |

| 浦項スティールヤード、浦項 観客数: 11,539 主審: マスード・モラディ |

| 2009年5月5日 19:30 UTC+8 |

| 天津泰達                              | 3 - 1    | 川崎フロンターレ  |
| 馬磊磊 12分, 19分 · トンマージ 90+4分 | レポート | レナチーニョ 51分 |

| 泰達足球場、天津 観客数: 15,717 主審: シャムスザマン・タイェブ・ハサン |

| 2009年5月19日 19:00 UTC+9 |

| 川崎フロンターレ | 0 - 2    | 浦項スティーラース            |
|                  | レポート | 盧炳俊 12分 · デニウソン 72分 |

| 等々力陸上競技場、川崎 観客数: 13,633 主審: アブドゥッラー・バリデー |

| 2009年5月19日 20:00 UTC+10 |

| セントラルコースト・ マリナーズ | 0 - 1    | 天津泰達  |
|                                 | レポート | 毛彪 64分 |

| セントラルコースト・スタジアム、ゴスフォード 観客数: 5,843 主審: ムフセン・バスマ |

## ラウンド16
- 西アジアが2009年5月26日・27日、東アジアが2009年6月24日に実施。
- グループ1位クラブと他グループ2位クラブとの対戦。グループ1位クラブのホームでの一発勝負。
- アウェーゴールルールは適用されない。
- 左側が各グループステージ1位となりホームゲーム開催権を得たクラブ。

### 西アジア
| 2009年5月26日 20:55 UTC+3 |

| アル・ヒラル                                                 | 0 - 0 (延長) | ウム・サラル                                                 |
|                                                              | レポート     |                                                              |
|                                                              | PK戦         |                                                              |
| ラドイ 薛琦鉉 エル・タイブ アル＝スワイエ アル＝シャルフーブ | 3 - 4        | ベン・アスカル アル＝ヌビ マグノ・アウベス フセイン ナディヤ |

| キング・ファハド国際スタジアム、リヤド 観客数: 17,000 主審: 高山啓義 |

| 2009年5月27日 17:00 UTC+4:30 |

| ペルセポリス | 0 - 1    | ブニョドコル       |
|              | レポート | リバウド 41分 (PK) |

| アザディ・スタジアム、テヘラン 観客数: 95,225 主審: 金東真 |

| 2009年5月27日 20:55 UTC+3 |

| アル・イテハド                                | 2 - 1    | アル・シャバブ    |
| アル＝ムワッラド 46分 · アブシェルアン 90+3分 | レポート | ビン・サラン 18分 |

| プリンス・アブドゥッラー・アル・ファイサル・スタジアム、ジッダ 観客数: 18,000 主審: ヴァレンティン・コヴァレンコ |

| 2009年5月27日 20:30 UTC+3 |

| アル・イティファク | 1 - 2    | パフタコール                        |
| タゴエ 33分        | レポート | Z.タジエフ 79分 · ゲインリフ 90+1分 |

| プリンス・モハメド・ビン・ファハド・スタジアム、ダンマーム 観客数: 6,527 主審: 孫葆潔 |

### 東アジア
| 2009年6月24日 19:00 UTC+9 |

| 名古屋グランパス              | 2 - 1    | 水原三星      |
| 小川佳純 22分 · 玉田圭司 66分 | レポート | エドゥー 69分 |

| 瑞穂陸上競技場、名古屋 観客数: 6,859 主審: ラフシャン・イルマトフ |

| 2009年6月24日 19:00 UTC+9 |

| ガンバ大阪            | 2 - 3    | 川崎フロンターレ                                |
| レアンドロ 27分, 39分 | レポート | 中村憲剛 33分 · レナチーニョ 76分 · 黒津勝 85分 |

| 万博記念競技場、吹田 観客数: 14,128 主審: アリ・アル・バドワウィ |

| 2009年6月24日 19:00 UTC+9 |

| 鹿島アントラーズ                                                   | 2 - 2 (延長) | FCソウル                                                       |
| 興梠慎三 5分 · 青木剛 50分                                         | レポート     | 李昇烈 22分 · 奇誠庸 78分                                      |
|                                                                    | PK戦         |                                                                |
| 中田浩二 増田誓志 ダニーロ 岩政大樹 マルキーニョス 青木剛 内田篤人 | 4 - 5        | ダミヤノヴィッチ 李相浹 鄭助國 アジウソン 奇誠庸 金珍圭 朴容昊 |

| カシマサッカースタジアム、鹿嶋 観客数: 8,069 主審: ベンジャミン・ウィリアムス |

| 2009年6月24日 19:30 UTC+9 |

| 浦項スティーラース                                                        | 6 - 0    | ニューカッスル・ジェッツ |
| デニウソン 9分 (PK) · 崔孝鎭 15分, 63分, 72分 · 金在成 56分 · ステボ 85分 | レポート |                          |

| 浦項スティールヤード、浦項 観客数: 15,253 主審: スブヒディン・モハマド・サレー |

## ノックアウトステージ
組み合わせ抽選は2009年6月29日に行われた。

### 準々決勝
第1戦が2009年9月23日・24日、第2戦が2009年9月30日に実施。
| チーム #1        | 合計  | チーム #2          | 第1戦 | 第2戦        |
| ---------------- | ----- | ------------------ | ----- | ------------ |
| ウム・サラル     | 4 - 3 | FCソウル           | 3 - 2 | 1 - 1        |
| 川崎フロンターレ | 3 - 4 | 名古屋グランパス   | 2 - 1 | 1 - 3        |
| ブニョドコル     | 4 - 5 | 浦項スティーラース | 3 - 1 | 1 - 4 (延長) |
| パフタコール     | 1 - 5 | アル・イテハド     | 1 - 1 | 0 - 4        |

#### 第1戦
| 2009年9月23日 18:45 UTC+3 |

| ウム・サラル                                          | 3 - 2    | FCソウル           |
| マグノ・アウベス 55分, 84分 · ファビオ・セザール 85分 | レポート | 鄭助國 3分, 45+1分 |

| カタールSCスタジアム、ドーハ 観客数: 7,139 主審: マスード・モラディ |

| 2009年9月23日 15:00 UTC+9 |

| 川崎フロンターレ                  | 2 - 1    | 名古屋グランパス |
| 中村憲剛 60分 · ジュニーニョ 63分 | レポート | ケネディ 28分    |

| 国立競技場、東京 観客数: 17,939 主審: 孫葆潔 |

| 2009年9月23日 17:00 UTC+5 |

| ブニョドコル                            | 3 - 1    | 浦項スティーラース |
| カルペンコ 30分 · ジェパロフ 79分, 86分 | レポート | 盧炳俊 8分         |

| JARスタジアム、タシュケント 観客数: 8,350 主審: カリル・アル・ガムディ |

| 2009年9月24日 UTC+5 |

| パフタコール   | 1 - 1    | アル・イテハド    |
| ニコリッチ 6分 | レポート | アル＝サクリ 72分 |

| パフタコール・スタジアム、タシュケント 観客数: 14,000 主審: ベンジャミン・ウィリアムス |

#### 第2戦
| 2009年9月30日 20:30 UTC+9 |

| FCソウル              | 1 - 1    | ウム・サラル        |
| ダミヤノヴィッチ 16分 | レポート | ベン・アスカル 14分 |

| ソウルワールドカップ競技場、ソウル 観客数: 15,348 主審: 當麻政明 |

| 2009年9月30日 19:00 UTC+9 |

| 名古屋グランパス                              | 3 - 1    | 川崎フロンターレ |
| 小川佳純 27分 · 吉田麻也 35分 · ケネディ 88分 | レポート | 鄭大世 38分      |

| 瑞穂陸上競技場、名古屋 観客数: 8,796 主審: アブドゥッラー・バリデー |

| 2009年9月30日 18:30 UTC+9 |

| 浦項スティーラース                                 | 4 - 1 (延長) | ブニョドコル    |
| 金在成 46分 · デニウソン 56分, 77分 · ステボ 102分 | レポート     | カルペンコ 89分 |

| 浦項スティールヤード、浦項 観客数: 16,252 主審: ムフセン・バスマ |

| 2009年9月30日 20:10 UTC+3 |

| アル・イテハド                                                            | 4 - 0    | パフタコール |
| アル・ネムリ 43分 · シェルミティ 55分 · アブシェルアン 71分 · ヌール 76分 | レポート |              |

| プリンス・アブドゥッラー・アル・ファイサル・スタジアム、ジッダ 観客数: 18,753 主審: 金東真 |

### 準決勝
第1戦が2009年10月21日、第2戦が2009年10月28日に実施。
| チーム #1          | 合計  | チーム #2        | 第1戦 | 第2戦 |
| ------------------ | ----- | ---------------- | ----- | ----- |
| アル・イテハド     | 8 - 3 | 名古屋グランパス | 6 - 2 | 2 - 1 |
| 浦項スティーラース | 4 - 1 | ウム・サラル     | 2 - 0 | 2 - 1 |

#### 第1戦
| 2009年10月21日 19:50 UTC+3 |

| アル・イテハド                                                                    | 6 - 2    | 名古屋グランパス              |
| ハディド 26分 · ヌール 66分, 77分, 90+1分 · レギサモン 84分 · シェルミティ 90+3分 | レポート | ケネディ 15分 · 中村直志 34分 |

| プリンス・アブドゥッラー・アル・ファイサル・スタジアム、ジッダ 観客数: 18,265 主審: アリ・アル・バドワウィ |

| 2009年10月21日 19:30 UTC+9 |

| 浦項スティーラース          | 2 - 0    | ウム・サラル |
| 黄載元 45+2分 · 金在成 79分 | レポート |              |

| 浦項スティールヤード、浦項 観客数: 15,635 主審: アブドゥッラー・アル・ヒラリ |

#### 第2戦
| 2009年10月28日 19:00 UTC+9 |

| 名古屋グランパス | 1 - 2    | アル・イテハド                        |
| 杉本恵太 67分    | レポート | アル＝サクリ 43分 · シェルミティ 59分 |

| 瑞穂陸上競技場、名古屋 観客数: 11,046 主審: マスード・モラディ |

| 2009年10月28日 18:00 UTC+3 |

| ウム・サラル    | 1 - 2    | 浦項スティーラース        |
| ナディヤ 90+3分 | レポート | ステボ 55分 · 盧炳俊 60分 |

| カタールSCスタジアム、ドーハ 観客数: 9,200 主審: マリク・アブドゥル・バシール |

### 決勝
| 2009年11月7日 19:00 JST |

| アル・イテハド | 1 - 2    | 浦項スティーラース        |
| ヌール 74分    | レポート | 盧炳俊 57分 · 金亨鎰 66分 |

| 国立競技場、東京 観客数: 25,473 主審: マシュー・ブリーズ |

| AFCチャンピオンズリーグ 2009 優勝 |
| --------------------------------- |
| 大韓民国の旗                      |
| 浦項スティーラース 3回目          |

## 得点ランキング
| 順位 | 選手名                         | 所属クラブ                 | GL1 | GL2 | GL3 | GL4 | GL5 | GL6 | R16 | QF1 | QF2 | SF1 | SF2 | 決勝 | 合計 |
| ---- | ------------------------------ | -------------------------- | --- | --- | --- | --- | --- | --- | --- | --- | --- | --- | --- | ---- | ---- |
| 1    | レアンドロ                     | ガンバ大阪                 | 1   | 3   | 2   | 1   | 1   |     | 2   |     |     |     |     |      | 10   |
| 2    | プリンス・タゴエ               | アル・イティファク         |     |     | 2   | 3   | 2   |     | 1   |     |     |     |     |      | 8    |
| 3    | デニウソン                     | 浦項スティーラース         |     |     |     |     | 3   | 1   | 1   |     | 2   |     |     |      | 7    |
| 4    | ナシル・アルシャムラニ         | アル・シャバブ             | 1   |     | 1   | 3   | 1   |     |     |     |     |     |     |      | 6    |
| 5    | モハメド・ヌール               | アル・イテハド             |     |     |     |     |     |     |     |     | 1   | 3   |     | 1    | 5    |
| 5    | 小川佳純                       | 名古屋グランパス           |     |     |     | 1   | 2   |     | 1   |     | 1   |     |     |      | 5    |
| 5    | ヒシャム・アブシェルアン       | アル・イテハド             | 1   | 1   |     |     | 1   |     | 1   |     | 1   |     |     |      | 5    |
| 5    | デヤン・ダミヤノヴィッチ       | FCソウル                   |     |     |     |     | 3   | 1   |     |     | 1   |     |     |      | 5    |
| 5    | レナチーニョ                   | 川崎フロンターレ           | 1   |     | 1   | 1   | 1   |     | 1   |     |     |     |     |      | 5    |
| 5    | ザイニトディン・タジエフ       | パフタコール・タシュケント | 1   | 1   | 1   |     | 1   |     | 1   |     |     |     |     |      | 5    |
| 5    | アラウージョ                   | アル・ガラファ             | 1   | 1   |     | 3   |     |     |     |     |     |     |     |      | 5    |
| 12   | 盧炳俊                         | 浦項スティーラース         |     |     |     |     |     | 1   |     | 1   |     |     | 1   | 1    | 4    |
| 12   | 金在成                         | 浦項スティーラース         |     | 1   |     |     |     |     | 1   |     | 1   | 1   |     |      | 4    |
| 12   | 鄭助國                         | FCソウル                   | 1   | 1   |     |     |     |     |     | 2   |     |     |     |      | 4    |
| 12   | アブドゥルアジズ・ビン・サラン | アル・シャバブ             | 1   |     |     | 2   |     |     | 1   |     |     |     |     |      | 4    |
| 12   | エドゥー                       | 水原三星                   | 1   | 2   |     |     |     |     | 1   |     |     |     |     |      | 4    |
| 12   | マルキーニョス                 | 鹿島アントラーズ           | 1   |     |     |     | 2   | 1   |     |     |     |     |     |      | 4    |
| 12   | サレフ・バシル                 | アル・イティファク         | 1   |     | 2   |     | 1   |     |     |     |     |     |     |      | 4    |